# 사미라 와일리
서미라 와일리(Samira Wiley, 영어 발음: /səˈmɪrə/, 1987년 4월 15일 ~ )는 미국의 배우이다.

## 출연 작품

### 영화
- 너브 (2016)

### 텔레비전
- 오렌지 이즈 더 뉴 블랙 (2013-17, 2019)
- 핸드메이즈 테일 (2017-현재)